# Hans Christian Thoning
Hans Christian Thoning (født 20. februar 1952 i Jernvedlund) er selvstændig erhvervsdrivende, tidligere borgmester og fra 13. november 2007 til 18. juni 2015 medlem af Folketinget for Venstre i Vardekredsen (Sydjyllands Storkreds).
Hans Chr. Thoning er uddannet snedker, hvor han fra 1974-75 gik på Teknologisk Institut, og har drevet sin egen tømrervirksomhed i Blåvandshuk gennem 25 år. I 1994 blev han kommunalbestyrelsesmedlem i Blåvandshuk Kommune, og fra 2001-2006 var han borgmester. Ved kommunalvalget i 2005 blev han valgt til den nye Varde Kommune, hvor han er viceborgmester.
Hans Chr. Thoning er valgt som formand for Forsvarsudvalget, turistpolitisk ordfører og medlem af Kommunaludvalget, Miljø- og Planlægningsudvalget og udvalget til Valgs Prøvelse. 
Derudover er han stedfortræder i Erhvervsudvalget, Det Politisk-Økonomiske Udvalg og Skatteudvalget. 
Han er forhenværende formand for KIMO Danmark (Kommunernes internationale miljøorganisation) og forhenværende præsident for KIMO International og bestyrelsesmedlem i Turistgruppen Vestjylland. 